# Earl Young
Earl Verdelle Young (San Fernando, 14 de fevereiro de 1941) é um ex-velocista e campeão olímpico norte-americano.
Em Roma 1960  conquistou a medalha de ouro integrando o revezamento 4x400 m junto com Glenn Davis, Jack Yerman e Otis Davis, que quebrou o recorde mundial – 3min02s37. Na prova individual ficou em sexto e último lugar mas o alto nível dela o levou a igualar o até então recorde olímpico mesmo chegando nesta colocação.
Em 1963, três anos depois, conquistou duas medalhas de ouro nos Jogos Pan-americanos de São Paulo, Brasil, nos 4x100 e 4x400 metros.